# Єдиноріг і оса
Єдиноріг і оса (англ. The Unicorn and the Wasp) — сьомий епізод четвертого сезону поновленого британського науково-фантастичного телесеріалу «Доктор Хто». Уперше транслювався на телеканалі BBC One 17 травня 2008 року.
Події епізоду відбуваються в британській садибі у 1926 році, незадовго до зникнення письменниці детективного жанру Агати Крісті (грає Фенелла Вулгар). За сюжетом епізоду гігантська оса, видаючи себе за одного з гостей, робить крадіжки та вбивства, використовуючи методи, схожі з тими, які використовуються в романах Крісті.
За оцінками епізод переглянуло 8,41 мільйонів глядачів, він отримав 86 балів за індексом оцінки (відмінно).